# Drakenkip

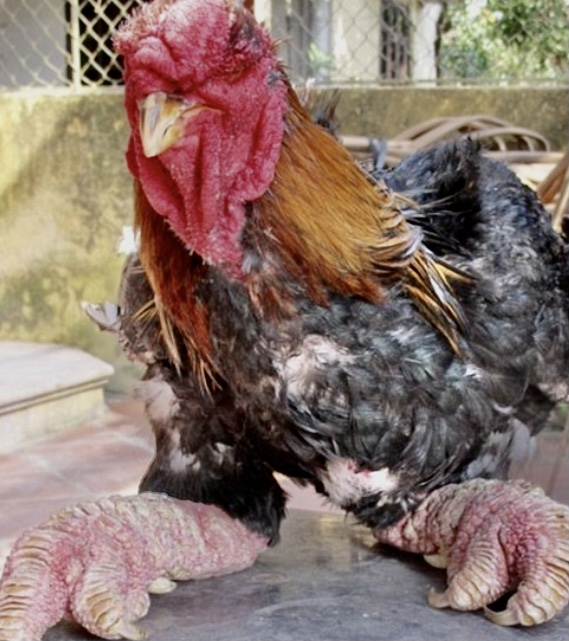
Een haan

De drakenkip (Vietnamees: Gà Đông Tảo) is een Vietnamese kippensoort met uitermate dikke poten, die uit het dorp Đông Tảo in de omgeving van Hanoi stamt. Deze dikke poten komen eigenlijk door een groeistoornis.

## Eigenschappen
Het gewicht van de hanen wisselt tussen drie en zes kilo. De huid is, zoals bij verschillende andere Vietnamese kippensoorten, intens rood van kleur. De opvallend dikke poten zijn bij de hanen 2-3 cm dik, in bepaalde gevallen tot 4 cm.

## Gebruik en fok
Oorspronkelijk werden de dieren als rituele offergave gebruikt. In de laatste jaren is het vlees als delicatesse ontdekt, waarbij het in Hanoi omgerekend voor €23,- per kilo verkocht wordt. De fok wordt bemoeilijkt door de dikke poten, die problemen veroorzaken bij het uitkomen van de eieren.